# Saint-Laurent-de-Terregatte
 Saint-Laurent-de-Terregatte  es una población y comuna francesa, situada en la región de Baja Normandía, departamento de Mancha, en el distrito de Avranches y cantón de Saint-James.

## Demografía
| 735 | 664 | 551 | 538 | 547 | 572 |
| Para los censos de 1962 a 1999 la población legal corresponde a la población sin duplicidades (Fuente: INSEE [Consultar]) |     |     |     |     |     |